# Große Sandspitze
Große Sandspitze – szczyt w Alpach Gailtalskich, w Alpach Wschodnich. Jest to najwyższy szczyt tego pasma. Leży w Austrii, na granicy dwóch krajów związkowych: Tyrolu Wschodniego i Karyntii. Szczyt można zdobyć drogami ze schronisk Dolomitten Hütte i Karlsbader Hütte.
Pierwszego wejścia, 2 lipca 1886 r., dokonał Franz Mitterhofer.